# Лафборо Динамо
ФК «Лафборо Динамо» (англ. Loughborough Dynamo F.C.) — английский футбольный клуб, базирующийся в Лафборо (Лестершир). В настоящее время они являются членами Северного дивизиона премьер-лиги Один Восток и играют на стадионе «Нанпантан Спортс Граунд» в Лафборо.

## История
Клуб был основан в 1955 году учениками Грамматической школы Лафборо, получив своё название в честь московского «Динамо», который десятью годами ранее посетил Англию, цвета были позаимствованы у клуба «Вулверхэмптон Уондерерс». Первые два года «Динамо» играло только товарищеские матчи, а в 1957 году было включено в третий дивизион Альянса Лафборо. Клуб занял первое место по итогам сезона 1959/60 годах и был повышен до второго дивизиона. В следующем сезоне они победили и во втором дивизионе, заработав право играть в первом дивизионе. «Динамо» дваждыи занимало второе место в первом дивизионе в 1962/63 и 1963/64 годах, прежде чем финишировать первыми в 1964/65 годах.
Перейдя в второй дивизион Футбольной лиги Лестера и района, «Лафборо Динамо» уже по итогам первого сезона были переведены в первый дивизион, а затем в премьер-дивизион в 1966/67 годах. Хотя клуб был отстранён в конце сезона 1968/69, уже в 1970 году динамовцы завоевали право играть в Премьер-дивизион. В 1972 году клуб перешёл в Первый дивизион Региональной лиги Восточного Мидленда, уже в следующем сезоне оказавшись в Премьер-дивизионе Центрального альянса. Однако, уже после своего первого сезона клуб был вынужден вернуться во второй дивизион Лиги Лестера и района.
В сезоне 1979/80 годов «Лафборо» играл в первом дивизионе. В сезоне 1980/81 годов они заняли второе место в дивизионе, заработав право на переход в Премьер-дивизион. В в конце сезона 1982/83 годов клуб вернулся в первый дивизион, вновь добившись права играть в Премьер-дивизионе в 1986/87 годах, после того как заняли третье место в первом дивизионе. В 1989 году клуб перешёл в первый дивизион Старшей лиги Лестершира. Заняв первое место в дивизионе по итогам сезона 2001/02 годов, «Лафборо» были переведены в Премьер-дивизион. В следующем сезоне они выиграли Кубок Лестершира и Ратленда. В 2003/2004 годах клуб вновь победил в кубке и стал чемпионом Премьер-дивизиона, что привело к продвижению в Мидлендский альянс.
В сезоне 2007/2008 годов «Лафборо» заняли второе место в Мидлендском альянсе и были переведены в Первый дивизион Северной премьер-лиги, где клуб и продолжает играть.

## Награды
| - Старшая лига Лестершира: - Победители Премьер-дивизона: 2003/04 - Победители Первого дивизиона: 2001/02 - Победители Кубка Бэйкона: 2003/2004 - Лига Лестера и района: - Победители Первого дивизиона: 1969/70 - Победители 3 Sons Trophy: 1980/81 | - Лафборо альянс - Победители Первого дивизиона: 1964/65 - Победители третьего дивизиона: 1959/60 - Победители Cobin Trophy: 1962/63, 1963/64, 1964/65 - Кубок Лестершира и Ратленда: - Победители: 2002/03, 2003/04 | - Благотворительный Кубок Лафборо - Победители 1987/88, 2003/04, 2010/11 - Кубок президента Футбольной ассоциации графства: - Победители: 2003/04 - Westerby Challenge Cup: - Победители: 2009/10, 2011/12 |

## Рекорды
- Лучший результат в Кубке Англии: Второй отборочный раунд (2010/11, 2011/12)[5]
- Лучший результат в Трофее ФА: Второй отборочный раунд (2014/15)[5]
- Лучший результат в Вазе ФА: Второй раунд (2004/05)[5]